# 李天翔
李天翔（英語：Eric Lee Chi Wai，1976年10月11日—），原名李志偉，香港男演員和節目主持，1995至2019年曾是無綫電視藝員。

## 背景
李天翔自小於九龍紅磡寶其利街一帶居住及成長，家有一位兄長。童年與少年時的主要娛樂多為打籃球以及玩父親買給他的紅白機。他畢業於聖公會聖提摩太小學（1988年）及位於何文田的五旬節中學（1993年），成績一般。其後在等待香港中學會考放榜期間到和記電訊當了不足三個月推銷員。另外又在位於紅磡黃埔的一間遊戲機店舖工作。他當時沒有任何職業志向，直至留意到無綫電視藝員訓練班招生的海報，於是在對影視行業感興趣的情況下嘗試投考；在正式入行前參與過亞洲電視兒童節目《500飛虎隊》。
1995年，李天翔獲朋友光顧的一名相士贈上現時藝名，且參加無綫電視藝員訓練班半年制第八期藝員進修班，從而加入無綫電視。同屆同學尚有伍慧珊、盧慶輝、蓋世寶、湯盈盈、姚瑩瑩、滕麗名及張潔蓮等。畢業後首個演出作品是劉德華的情未鳥音樂特輯。當了一年演員便被調到兒童節目組，主持兒童節目《閃電傳真機》及《至NET小人類》。當中尤以教授常見錯別字的《認字特警》內所扮演「認字唔認人」（認字不認人）的「認字特警編號999」，深受小朋友喜愛，更讓他獲得「認字特警」的外號。2003年，他被公司調到戲劇組，由監製推薦出演《英雄·刀·少年》。
李天翔參演了不少連續劇，劇中多被派演反派，如強姦犯、變態殺手等的冷血角色，其出眾演技加上凌厲眼神，反令他於每部劇中更顯突出，讓觀眾留下深刻印象之餘對其演技更加認同。其中一些代表作有2008年《古靈精探》中的「甄向榮」，《金石良緣》的「張振榮」、《原來愛上賊》的「車喜善」及《銀樓金粉》的「沈崇熙」等。在2010年代往後，他開始由反派轉型，例子計有《我的如意狼君》中飾演的「羅一」、《拳王》中飾演的「文健生」和《初五啟市錄》的「文志摩」。直至2016年，李天翔希望尋找更多發展機會，遂向無綫電視提出轉為部頭合約演員；於2019年5月與無綫結束合約後，轉投ViuTV，並以《解決師》為其服務無綫電視的最後作品。在此之前，他是無綫電視監製梁材遠和劉家豪的常用演員。
2021年，李天翔開始跟太太一起經營網上寵物零食及用品生意，同時繼續兼職健身教練。2022年，他參演ViuTV劇集《冥冥之中》和首次擔任第二位主角。

## 感情生活
李天翔曾與李思蓓拍拖四年和平分手，至今仍維持好朋友關係。2010年代初一邊在女方的泰式按摩店幫忙經營生意 ，一邊繼續演藝事業。2017年，李天翔與拍拖六年的圈外女友譚寶怡（Bobo）在10月10日簽字結婚，接受訪問時表示不會急於生育，因為這不是他跟太太婚姻計劃的一部分，他們對小朋友也沒有耐性。二人其後於2017年10月29日在日本沖繩Monterey Lumer Church行禮。

## 演出作品

### 電視劇（無綫電視）
| 首播   | 劇名                | 角色                           |
| 1996年 | 笑傲江湖            | 陳 七                          |
| 1996年 | 西遊記              | 鬼 差                          |
| 1996年 | 西遊記              | 村 民                          |
| 1996年 | 真情                | 余家明                         |
| 1996年 | 真情                | 求醫青年                       |
| 1996年 | 真情                | 康子榮                         |
| 1996年 | O記實錄II           | 線 人                          |
| 1996年 | 刑事偵緝檔案II      | 男 妓                          |
| 1997年 | 刑事偵緝檔案III     | 羅道風（Tony）                 |
| 1997年 | 鑑證實錄            | Andy                           |
| 1997年 | 苗翠花              | 多手下                         |
| 1997年 | 迷離檔案            | 學 生                          |
| 1997年 | 美味天王            | 勁助手                         |
| 1998年 | 聊齋 (貳)之綠野飛仙 | 衙 差                          |
| 1998年 | 天地豪情            | 阿 偉                          |
| 2003年 | 英雄·刀·少年        | 袁秉榮                         |
| 2004年 | 爭分奪秒            | 葉天成                         |
| 2006年 | 覆雨翻雲            | 朱允炆                         |
| 2006年 | 潮爆大狀            | 鍾正良                         |
| 2006年 | 鳳凰四重奏          | 范禮澤、Dicky Lee              |
| 2006年 | 樓住有情人          | 謝文洛                         |
| 2006年 | 賭場風雲            | 翁子維（Ronald）               |
| 2006年 | 游劍江湖            | 牟宗濤                         |
| 2007年 | 同事三分親          | 警衛岳（第46、49、53集）       |
| 2007年 | 亂世佳人            | 林振聲                         |
| 2007年 | 廉政行动2007        | 何志偉                         |
| 2007年 | 通天幹探            | 王經理                         |
| 2008年 | 和味濃情            | 莊勝錦                         |
| 2008年 | 金石良緣            | 張振榮                         |
| 2008年 | 古靈精探            | 甄向榮（Fred）                 |
| 2008年 | 原來愛上賊          | 車喜善（姣佬）                 |
| 2008年 | 銀樓金粉            | 沈崇熙                         |
| 2008年 | 溏心風暴之家好月圓  | 張至賢（Eric）                 |
| 2008年 | 少年四大名捕        | 蔡 絛                          |
| 2009年 | ID精英              | 安康祥                         |
| 2009年 | 古靈精探B           | 甄向華（Sean）／甄向榮（fred） |
| 2009年 | 宮心計              | 李 宥                          |
| 2009年 | 絕代商驕            | 輝                             |
| 2009年 | 美麗高解像          | Anson Lau                      |
| 2010年 | 鐵馬尋橋            | 譚 忠                          |
| 2010年 | 秋香怒點唐伯虎      | 傑 父                          |
| 2010年 | 談情說案            | 張漢祥                         |
| 2010年 | 蒲松齡              | 魏 冲                          |
| 2010年 | 情越雙白線          | 梁逸東                         |
| 2010年 | 公主嫁到            | 鄭 浦（四駙馬）                |
| 2010年 | 讀心神探            | 高天耀（Ben）                  |
| 2010年 | 刑警                | 道友龍                         |
| 2010年 | 誘情轉駁            | 蒲英達                         |
| 2011年 | 隔離七日情          | 文俊輝                         |
| 2011年 | 魚躍在花見          | 榮 田                          |
| 2011年 | 女拳                | 黃飛鴻（壯年）                 |
| 2011年 | 點解阿Sir係阿Sir    | 盛世龍                         |
| 2011年 | 法證先鋒III         | 周永強                         |
| 2011年 | 我的如意狼君        | 羅 一                          |
| 2012年 | 當旺爸爸            | 李子傑（Kelvin）               |
| 2012年 | 盛世仁傑            | 武三思                         |
| 2012年 | 拳王                | 文健生                         |
| 2012年 | 護花危情            | 唐俊佳（Shawn）                |
| 2012年 | 飛虎                | 甘國文                         |
| 2012年 | 回到三國            | 司馬懿                         |
| 2012年 | 造王者              | 董明軒                         |
| 2012年 | 大太監              | 完顏·伯倫                      |
| 2013年 | 初五啟市錄          | 文志摩                         |
| 2013年 | 戀愛季節            | 駱華迪                         |
| 2013年 | 仁心解碼II          | 陸日勤 (Ken)                   |
| 2013年 | 情越海岸線          | 朱耀楷                         |
| 2013年 | 法外風雲            | 高梓鴻（Highlight哥）          |
| 2014年 | 寒山潛龍            | 佘百年                         |
| 2014年 | 名門暗戰            | 陳廣輝                         |
| 2015年 | 宦海奇官            | 石之信                         |
| 2015年 | 張保仔              | 黃 義／朱耀楷                  |
| 2016年 | 潮流教主            | 司徒敬恆                       |
| 2016年 | 愛·回家之八時入席   | 卓威仁                         |
| 2016年 | 火線下的江湖大佬    | 柳卓南（青年）                 |
| 2016年 | 為食神探            | 盧大維                         |
| 2016年 | 巾幗梟雄之諜血長天  | 宋學儒                         |
| 2017年 | 蘭花刼              | 星 弟                          |
| 2018年 | 果欄中的江湖大嫂    | 戴康健                         |
| 2018年 | 宮心計2深宮計       | 李成器                         |
| 2019年 | 解決師              | 蔣家榮（太子）                 |

### 電視劇（ViuTV）
- 2022年：《冥冥之中》
- 2022年：《心靈師》
- 2023年：《殺手廢J》飾 7

### 主持節目（無綫電視）
- 1990年代末：文化廣場
- 1997-1999年：閃電傳真機
- 2000-2002年：至NET小人類
- 2001年：旅遊大搜索 德國
- 2002-2004年：K-100
- 2007-2008年：娛樂直播

### 綜藝節目
無綫電視
- 2010年：兄弟幫
- 2014年：今日VIP
- 2015年：明星愛廚房
- 2015年：一綫娛樂
- 2016年：男人食堂
- 2016年：今個夏天食平D
- 2019年：娛樂大家

亞洲電視
- 500飛虎隊（演出）

ViuTV
- 2019年：點相

### 電影
- 1999年：特警新人類 飾 學警（因片長問題而被刪走有關鏡頭）[註 5]
- 2002年：無間道 飾 孖八
- 2003年：無間道III終極無間 飾 重案組探員
- 2004年：新警察故事 飾 律師
- 2005年：後備甜心 飾 志安朋友
- 2005年：三岔口 飾 孫兆仁同事（探員）
- 2006年：春田花花同學會 飾 經理
- 2007年：門徒
- 2011年：宅男總動員之女神歸來 飾 鄧彼得
- 2012年：寒戰 飾 梁子明
- 2013年：逗陣ㄟ 飾 小梨子
- 2015年：逆爱（網絡電影）
- 2017年：笑澳江湖
- 2018年：風不止 飾 傻炮
- 2021年：金錢帝國：巔峰之戰

### 電視劇（其他）
- 2017年：反黑 飾 馬王（香港影視兄弟網絡劇）
- 2019年：御狐之绊第一季 飾 秦巍（中國內地網絡劇）
- 2023年：疊影狙擊 飾 張建國 (寰亞傳媒集團)

### 配音
- 2013年：阿蠢惡鬥大老婆 飾 雞仔黃

### 音樂錄像
- 2019年：吳浩康《天下烏鴉》

### 其他
- 1996年：情未鳥音樂特輯

## 外部連結
- 李天翔的Facebook專頁
- 李天翔粉絲Facebook專頁 （页面存档备份，存于）
- 李天翔的Facebook專頁連結可能有問題
- 李天翔的新浪微博
- 李天翔的Instagram帳戶
- 李天翔在香港影庫上的簡介
- 李天翔官方網頁
- 李天翔-TVB藝人錄